# Dochia
Dochia é uma comuna romena localizada no distrito de Neamţ, na região de Moldávia. A comuna possui uma área de 31.24 km² e sua população era de 2647 habitantes segundo o censo de 2007.